# Zwei unter Volldampf
Zwei unter Volldampf (Originaltitel: Armed and Dangerous) ist eine US-amerikanische Filmkomödie von Mark L. Lester aus dem Jahr 1986. Die Hauptrollen spielen John Candy und Eugene Levy.

## Handlung
Der ehemalige Strafverteidiger Norman Kane und der Ex-Polizist Frank Dooley versuchen als Wachmänner bei der Firma Guard Dog Security, die vom ruppigen Clarence O’Connell geführt wird, ihren Unterhalt zu verdienen. Nach einem einzigen Nachmittag Training werden sie von der Ausbildungsleiterin Maggie Cavanaugh, die außerdem die Tochter von O’Connell ist, zu Partnern gemacht. Als ein Lagerhaus, das die beiden bewachen sollen, binnen kurzem ausgeraubt wird, dämmert ihnen allmählich, dass etwas nicht stimmt. Nach einer hohen Geldstrafe der Gewerkschaft versuchen sie mehr über den Raub zu erfahren.
Bei ihren Ermittlungen kommt Kane und Dooley der Verdacht, dass die Hintermänner aus den eigenen Reihen stammen. Zusammen mit Maggie sowie O’Connell, der sich weigert, länger an dem Komplott festzuhalten, gelingt es Kane und Dooley, den korrupten Gewerkschaftspräsidenten Michael Carlino wie auch seine Verbündeten Anthony Lazarus und Clyde Klepper festzunehmen. Dooley wird infolgedessen wieder von der Polizei aufgenommen, ebenso wie Kane.

## Hintergrund
Die Komödie wurde in Kalifornien gedreht. Bei einem geschätzten Budget von 12 Millionen US-Dollar spielte der Film in den Kinos der USA ca. 15,94 Millionen Dollar ein.

## Kritiken
Walter Goodman schrieb in der New York Times vom 15. August 1986, der Film sei höchstens für diejenigen geeignet, die bereits „beim schieren Anblick“ von John Candy in Gelächter ausbrechen. Das Drehbuch bezeichnete er als „witzlos“, die Regie als „schludrig“.
Das Lexikon des internationalen Films urteilte knapp: „Fader Klamauk nach bekanntem Muster.“
Cinema meinte: „Die Gags dieser Wächterposse wirken nicht gerade ausgeschlafen. Dennoch ansehbar, auch dank Nebendarstellerin Meg Ryan.“